# Paleis Andrássy
Het Andrássy-paleis (Slowaaks: Andrášiho palác, Hongaars: Andrássy palota) is een gebouw in neo-barokstijl, gelegen in de Slowaakse stad Košice. Het bevindt zich aan de Hlavna ulica 81 (vertaald: Hoofdstraat), aan de hoek met de Biela ulica (vertaald: Wittestraat).

## Geschiedenis
Het paleis werd omstreeks de overgang van de 19e naar de 20e eeuw gebouwd, op een plaats waar in de middeleeuwen drie burgerhuizen stonden. Deze huizen werden in de 18e eeuw in barokstijl gerenoveerd en waren de woonplaats van de families Jabrocz, Klotz en Pálfalvy.
Bij de aanvang van de 19e eeuw werd het meest noordelijke pand eigendom van István Andrássy. Daar zag in 1823 graaf Gyula Andrássy (de latere premier van de Hongaarse regering) het levenslicht.
Het meest zuidelijke huis bevond zich aan de hoek met de Biela ulica en vormde een gewelf boven de toegang tot deze straat. 
De drie huizen werden in 1898 gesloopt teneinde plaats te maken voor de bouw van het huidige paleis. De uit Boedapest afkomstige architect Viktor Cziegler tekende de plans en de uitvoering van de werken berustte bij de bouwfirma's Jakab en Michal Répászky.
Op de gelijkvloerse verdieping van het paleis werd spoedig een weelderig café met biljarttafels ingericht. Kort na de voltooiing van het gebouw, reeds in 1906, overwoog men om het café te verbouwen tot hotel maar dat idee werd nooit gerealiseerd. Tot het einde van de Tweede Wereldoorlog bleef de drankgelegenheid bestaan. Gedurende de oorlog had de fascistische Pijlkruispartij er haar plaatselijke zetel. 
Na de oorlog werd de ruimte (tot het midden van de jaren 1990) ingericht als een commercieel centrum met de naam Hornád, om ten slotte te worden omgevormd tot theesalon.
Anno 1982 vermeldde men het gebouw op de lijst van de culturele monumenten. Nadien werd het geklasseerd als nationaal cultureel monument.

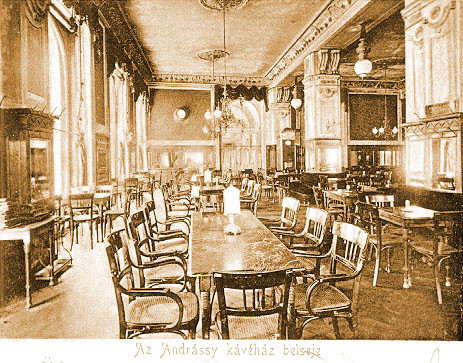
Kort na de voltooiing werd op de gelijkvloerse verdieping een weelderig café met biljarttafels ingericht.